# Eccidio della Rocca Malatestiana
L'eccidio della Rocca Malatestiana è stata una strage fascista compiuta a Cesena il 3 settembre 1944 dalla XXV Brigata Nera "Arturo Capanni" e nella quale furono uccisi otto partigiani.

## Antefatti
Nell'estate 1944, con il progressivo avanzare degli Alleati verso l'Italia settentrionale, anche nella zona di Cesena si registrò un'intensificazione dell'attività partigiana contro i tedeschi e i loro alleati della Repubblica Sociale Italiana. Alle azioni della Resistenza i fascisti cesenati risposero con una brutale attività repressiva operata principalmente dalla Brigata Nera "Arturo Capanni", guidata dal locale segretario del Partito Fascista Repubblicano Guido Garaffoni. La durezza di tale operato fu riscontrata persino dalle stesse autorità della RSI che ordinarono agli uomini del battaglione M "Venezia Giulia", di stanza a Cesena e che nei mesi precedenti aveva compiuto in zona rappresaglie ed eccidi, di aprire un'indagine sugli uomini di Garaffoni. Per smantellare il movimento partigiano della zona i repubblichini si avvalsero di una estesa rete di delatori e spie che riuscì a far catturare numerosi antifascisti e renitenti alla leva. Il 18 agosto, grazie ad una delazione la Brigata Nera catturò e fucilò otto uomini al ponte di Ruffio.
Nei giorni che seguirono questa strage i fascisti continuarono le loro operazioni dirette a colpire il movimento partigiano nella pianura a nord-est di Cesena arrestando e fermando chiunque fosse sospettato. A Villalta di Cesenatico, grazie ad una spiata, vennero catturati i fratelli Dario, Clara, Gino ed Urbano Sintoni. Assieme a loro fu fermata anche la cognata Iris Casadio. Negli stessi giorni, nella vicina frazione di Bagnarola fu arrestato nella sua casa Gino Cecchini. Nella medesimo luogo furono fermati anche Gino Quadrelli, Sebastiano Sacchetti ed Oberdan Trombetti. I quattro uomini erano ricercati perché sospettati di aver compiuto un sabotaggio antitedesco nel porto canale di Cesenatico. Dopo essere stati catturati il gruppo dei prigionieri venne condotto nelle carceri della Rocca Malatestiana e sottoposto ad interrogatori e torture. Tra i fermati di quegli stessi giorni vi fu anche Adamo Arcangeli.
Il 22 agosto i repubblichini, grazie all'ennesima spiata, fecero un blitz in una casa della frazione di San Giorgio dove si stava tenendo una riunione della resistenza cesenate. In tale circostanza rimasero uccisi due uomini, uno dei quali era Ernesto Barbieri, presidente del CLN di Cesena. Una terza persona, Urbano Fusconi, riuscì temporaneamente a fuggire salvo poi essere catturato e condotto anch'egli alle carceri della Rocca Malatestiana.

## La strage
La notte tra il 3 ed il 4 settembre Arcangeli, Fusconi, i fratelli Gino ed Urbano Sintoni, Cecchini, Quadrelli, Sacchetti e Trombetti vennero legati ad una corda e condotti allo sferisterio antistante la Rocca Malatestiana. Qui furono fucilati da un plotone d'esecuzione della Brigata Nera.

## Vittime
- Adamo Arcangeli, classe 1920, di Cesenatico;
- Gino Cecchini, classe 1911, di Cesenatico;
- Urbano Fusconi, classe 1923, di Cesena;
- Gino Quadrelli, classe 1913, di Cesenatico;
- Sebastiano Sacchetti, classe 1912, di Cesenatico;
- Gino Sintoni, classe 1912, di Cesena;
- Urbano Sintoni, classe 1907, di Cesena;
- Oberdan Trombetti, classe 1909, di Bologna.

## Conseguenze
Nell'ottobre successivo, a fronte dell'avanzata alleata, i nazifascisti abbandonarono in tutta fretta Cesena ritirandosi verso nord. I vertici del fascismo locale e la Brigata Nera "Capanni" si trasferirono così a Thiene, in provincia di Vicenza, dove continuarono la loro opera di repressione anti-partigiana.
Pochi giorni dopo la Liberazione giunse a Thiene un gruppo di partigiani romagnoli che, una volta trovati nelle carceri locali alcuni membri della Brigata Nera cesenate, tra cui il capitano Garaffoni, li prelevò e li uccise per vendetta nei boschi circostanti.

## Risvolti processuali
Il 4 gennaio 1947 la corte d'assise di Forlì, per lo specifico fatto della Rocca Malatestiana, assolse Agostino Belli e Urbano Briganti rispettivamente per non aver commesso il fatto e per insufficienza di prove.
Il 10 gennaio 1947 la Corte d'Assise straordinaria di Forlì processò nove tra ex-fascisti e delatori accusati di aver partecipato ad alcuni eccidi avvenuti a Cesena e dintorni. Il tribunale condannò per l'eccidio della Rocca Malatestiana solamente Augusto Battistini, punito con la pena dell'ergastolo. La Cassazione annullò la sentenza e rinviò il dibattimento alla Corte d'assise di Perugia. Il tribunale umbro condannò Battistini a ventiquattro anni di reclusione, sedici dei quali condonati.

## Omaggi e monumenti
Presso lo sferisterio di Cesena, teatro dell'eccidio, è stata scoperta una lapide a ricordo delle vittime. Presso il cimitero di Cesenatico un sacrario ricorda i partigiani morti nella guerra di Liberazione tra cui anche i Caduti dell'eccidio della Rocca Malatestiana. A Forlì le vittime, tranne il bolognese Trombetti, sono ricordate nel sacrario dei Caduti per la Libertà. A Cesenatico sono state intitolate strade ai fratelli Sintoni, a Quadrelli e ad Arcangeli. A Cesena una via è stata intitolata ai fratelli Sintoni.